# Richard Grenville
Sir Richard Grenville, o Greynvile (Clifton House, 6 giugno 1542 – Oceano Atlantico, 10 settembre 1591), è stato un corsaro, navigatore e politico inglese, membro dei Sea Dogs ed eroe nazionale inglese per aver affrontato con la sua nave, la Revenge, la flotta spagnola al largo delle Azzorre trovando la morte nello scontro.

## Biografia

### Giovinezza
Richard Grenville nacque a Clifton House, nel Devon (Inghilterra) e crebbe a Buckland Abbey, un'antica abbazia cistercense trasformata in abitazione signorile nel 1541 dal nonno, anch'egli di nome Richard Grenville. Grenville, che era cugino sia di Walter Raleigh che di Francis Drake, era presente a Clifton House quando vi si ritirò Teodoro Palaeologo, ultimo discendente degli imperatori bizantini. A 17 anni iniziò gli studi in legge all'Inner Temple di Londra, una delle quattro associazioni professionali degli avvocati della corte reale. Nel 1562 Grenville fu coinvolto in una rissa nel corso della quale trafisse con la spada, uccidendolo, Robert Bannister; questo delitto gli fu perdonato.

### Carriera
Agli inizi della sua carriera militare, Grenville combatté contro i turchi in Ungheria (1566). Nel 1569 si recò in Irlanda con sir Warham St Leger per gestire le terre della baronia di Kerricurrihy che erano state sottratte da St Leger al nobile irlandese Gerald Fitzgerald, conte di Desmond. Nel XVI secolo gli inglesi praticavano sistematicamente in Irlanda una sorta di colonialismo consistente nel concedere a immigrati inglesi territori "liberati" dai proprietari irlandesi. In quell'occasione, come aveva già fatto l'avventuriero Peter Carew che aveva requisito agli irlandesi terreni coltivabili nel Leinster meridionale, anche Grenville si impossessò di proprietà irlandesi a Tracton, una località a ovest del golfo di Cork. Le requisizioni delle terre nell'Irlanda meridionale provocarono la collera dei nobili irlandesi i quali, sotto la guida di James Fitzmaurice, diedero vita alla rivolta conosciuta come "Prima rivolta dei Desmond".
Eletto sceriffo di Cork, Grenville dovette affrontare la ribellione di Fitzmaurice il quale, sostenuto da James Fitzedmund, conte di Clancar (il siniscalco di Imokilly), da Edmund Fitzgibbon (il "Cavaliere Bianco") e da altri aristocratici irlandesi, assediarono Tracton, conquistarono il forte inglese all'arma bianca e massacrarono la guarnigione inglese al completo, eccetto tre soldati inglesi che furono impiccati l'indomani. Fitzmaurice, che confidava nell'imminente sbarco spagnolo, si rafforzò con l'acquisizione dell'artiglieria prelevata delle fortificazioni di Youghal. Grenville si era appena imbarcato per l'Inghilterra quando, nel giugno 1569, il conte Fitzmaurice assediò Waterford e chiese che gli fossero consegnati tutti gli inglesi presenti, comprese le mogli di Grenville e di St Leger; gli irlandesi assediati rifiutarono però di ottemperare all'ordine di Fitzmaurice. Gli assedianti irlandesi uccisero allora gli agricoltori inglesi. Sebbene Cork fosse alla fame, la città di Youghal si preparava ad affrontare un imminente assalto e la rivolta irlandese si allargasse, Grenville non si mosse dall'Inghilterra.
Membro del parlamento inglese nel 1571 e nel 1584, Grenville fece causa comune col conte di Arundel e con il duca di Norfolk contro il primo segretario della regina, sir William Cecil, I barone Burghley. In questo periodo, Grenville trasformò il piccolo porto di Bideford, nel Devon settentrionale, in un importante mercato ittico. "Protestante inflessibile", nel 1577 si recò in prima persona al domicilio di Francis Tregian per arrestare il sacerdote cattolico Cutberto Mayne, il quale venne impiccato e squartato.

### Esplorazioni nel Nuovo mondo
Grenville aveva progettato di tentare il passaggio dall'Atlantico al Pacifico attraverso lo Stretto di Magellano, invece che dal Labrador (il cosiddetto "Passaggio a nord-ovest"); il piano venne poi portato a termine con successo da Francis Drake durante la circumnavigazione del globo (1577). Lo stesso Grenville avrebbe desiderato effettuare lui stesso la circumnavigazione della Terra già alla fine degli anni 1570, ma la regina Elisabetta I gli aveva preferito Francis Drake.
Nel 1585 Grenville ebbe il comando della flotta di sette vascelli col compito di trasportare i primi coloni inglesi in America settentrionale, precisamente nell'isola di Roanoke, sulle coste dell'attuale Carolina del Nord. Il comportamento di Grenville a Roanoke fu brutale e Ralph Lane, il governatore inglese della colonia, criticò severamente "l'inammissibile arroganza e l'insaziabile ambizione" di Grenville. Sebbene gli indigeni, gli Algonchini, si fossero dimostrati ospitali e pacifici, vennero trattati da Grenville con durezza; poiché uno di loro aveva rubato una piccola tazza d'argento, Grenville ordinò di saccheggiare l'intero villaggio, incendiarlo e ucciderne tutti gli abitanti. Nel 1586 Grenville ritornò a Outer Banks (Roanoke) e scoprì che i coloni inglesi superstiti, fra i quali lo scienziato Thomas Harriot e l'incisore John White, avevano ripreso il mare con le navi di Francis Drake. Durante il viaggio di ritorno, saccheggiò parecchi borghi dell'arcipelago delle Azzorre.
Nel 1587 la regina Elisabetta negò a Grenville di partecipare a fianco di Drake all'attacco di Cadice, incaricandolo invece di organizzare la difesa delle coste del Devon e della Cornovaglia in previsione dell'invasione dell'Inghilterra da parte dell'Invincibile Armata. Grenville ebbe inoltre l'incarico, assieme a Walter Raleigh, di sorvegliare le acque al largo delle coste irlandesi. Dopo che l'invasione spagnola fu respinta, Grenville tornò nella contea del Munster per dirigere le sue terre delle colonie di Irlanda. Dopo la repressione della seconda rivolta dei Desmond nel 1583, Grenville aveva infatti acquistato altre tenute in Irlanda, circa 24 000 acri (9700 ettari) a Kinalmeaky; cercò ripetutamente di farvi arrivare coloni dall'Inghilterra, ma i suoi sforzi furono vani e nel 1590 Grenville se ne tornò in Inghilterra.

### La battaglia finale

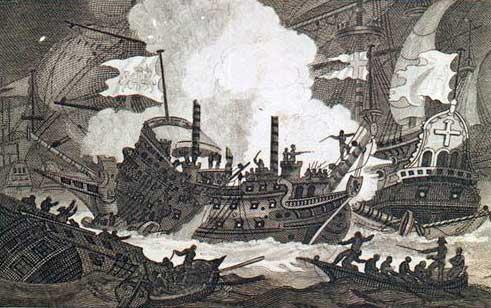
Il combattimento del Revenge

Nel 1591 Grenville fu nominato contrammiraglio della flotta inglese, agli ordini di Thomas Howard, con l'incarico del comando di una squadra al largo delle Azzorre per depredare i convogli spagnoli che ritornavano in Europa dalle Americhe. La sua nave ammiraglio era la Revenge, un galeone considerato un capolavoro di ingegneria navale. Al largo dell'isola di Flores la flotta inglese fu sorpresa da una forte squadra navale spagnola, inviata da Filippo II. Howard si ritirò; Grenville invece decise di affrontare da solo cinquantatré vascelli spagnoli malgrado che il suo equipaggio fosse ridotto a soli 95 uomini a causa di una epidemia. Per dodici ore il suo equipaggio tenne testa agli Spagnoli, danneggiando seriamente quindici galeoni nemici; ridotto allo stremo, Grenville si preparava a fare saltare la Revenge, quando il suo equipaggio decise di arrendersi. Grenville morì alcuni giorni più tardi in seguito alle ferite ricevute in combattimento. Poco dopo, per l'arrivo di un tornado, la Revenge, con a bordo il corpo di Grenville, sprofondò nei flutti assieme ad altre sedici navi spagnole.
L'eroica battaglia finale di Grenville ispirò numerosi artisti, fra cui:
- Alfred Tennyson nella ballata The Revenge;
- Al Stewart nella canzone "Lord Grenville"[2]; e
- Robert Ervin Howard nel poema The return of sir Richard Grenville (it. "Il ritorno di sir Richard Grenville") appartenente al ciclo di Solomon Kane (1936)